# Tile Map Service
Tile Map Service oder TMS ist eine Spezifikation für Gekachelte Webkarten, die von der Open Source Geospatial Foundation beginnend 2006 entwickelt wurde. Die Definition erfordert im Allgemeinen eine URI-Struktur, die die REST-Prinzipien zu erfüllen versucht. Das TMS-Protokoll füllt eine Lücke zwischen dem sehr einfachen Standard von OpenStreetMap und der Komplexität des Web-Map-Service-Standards, indem es einfache URLs zu Kacheln bereitstellt und gleichzeitig alternative Koordinatenreferenzsysteme unterstützt.

## Unterstützung
TMS wird am häufigsten von Web-Mapping-Clients und -Servern unterstützt; obwohl es auch eine gewisse Desktop-Unterstützung gibt, ist das Web-Map-Service-Protokoll für Unternehmens-Mapping-Anwendungen weiter verbreitet. Die OpenLayers JavaScript-Bibliothek unterstützt TMS von Haus aus, während die Google Maps API das URL-Templating erlaubt, was die Unterstützung für Entwickler ermöglicht. TileCache ist einer der beliebtesten unterstützenden Server, während andere Server wie „mod tile“ und „TileLite“ sich auf den de facto OpenStreetMap-Standard konzentrieren.
TMS diente als Grundlage für den OpenGIS-Web Map Tile Service OGC-Standard.